# Piotrowo (powiat słupecki)
Piotrowo – wieś w Polsce położona w województwie wielkopolskim, w powiecie słupeckim, w gminie Lądek.
W latach 1975–1998 miejscowość administracyjnie należała do województwa konińskiego.